# Dipartimenti e regioni d'oltremare
I dipartimenti e regioni d'oltremare sono cinque divisioni amministrative della Francia, non connesse a essa via terra bensì sparse nel mondo; si aggiungono alle 13 regioni della Francia continentale e costituiscono un tipo di suddivisione territoriale della Francia e, segnatamente, della Francia d'oltremare, il cui tratto distintivo è quello di fungere contemporaneamente da dipartimento e da regione.
| Regione / Dipartimento | Capoluogo      | Note                                            |
| ---------------------- | -------------- | ----------------------------------------------- |
| Guadalupa              | Basse-Terre    |                                                 |
| Guyana francese        | Caienna        |                                                 |
| Martinica              | Fort-de-France |                                                 |
| Mayotte                | Mamoudzou      | formalmente dipartimento con funzioni regionali |
| La Riunione            | Saint-Denis    |                                                 |

Ciascuno di essi costituisce una regione mono-dipartimentale; tali dipartimenti e regioni d'oltremare sono contemplati dalla Costituzione francese così come riformata nel 2003.

## Storia
Dal 1982, a seguito delle politiche di decentralizzazione attuate dal governo francese, i DROM hanno eletto consigli regionali simili a quelli delle régions della Francia metropolitana. Come conseguenza di una revisione costituzionale avvenuta nel 2003, queste regioni devono essere chiamate "Regioni d'oltremare" (da qui il nuovo acronimo "DOM/ROM"); anche se in effetti la nuova terminologia usata nella costituzione mira a non dare precedenza a nessuno dei due appellativi (département o région), il secondo è praticamente inutilizzato dai media francesi.
Ai primi dipartimenti d'oltremare (Guadalupa, Martinica, Guyana francese e La Riunione) si aggiunse Saint-Pierre e Miquelon nel 1976, ma il loro status cambiò nuovamente in quello di collettività territoriale nel 1985.
A seguito del referendum del 29 marzo 2009 (con il 95 per cento dei sì) anche l'isola di Mayotte nell'oceano Indiano ha assunto, a partire dal 1º gennaio 2011, lo stato di dipartimento francese con funzioni regionali. All'opposto, la Martinica e la Guyana francese sono regioni francesi con funzioni dipartimentali.

## Caratteristiche
Come parte integrante della Repubblica Francese, i DROM sono rappresentati nell'Assemblea nazionale, al Senato e nel Consiglio economico e sociale francese, eleggono membri del Parlamento europeo e usano l'euro come loro valuta.
Lo status dei dipartimenti d'oltremare differisce da quello delle collettività e da quello sui generis della Nuova Caledonia.